# Амкалой
Амкалой — покинутый аул в Итум-Калинском районе Чеченской Республики.

## География
Расположен к западу от районного центра Итум-Кали.
Ближайшие населённые пункты и развалины бывших сёл: на северо-западе — бывшие аулы Чухшланой, Баухой и Алекале, на северо-востоке — село Кокадой, на юго-востоке — бывший аул Шаккалой и село Тусхарой, на западе бывший аул Тонгахой, на востоке — бывший аул Батургу.